# Hybandoides sumatrensis
Hybandoides sumatrensis är en insektsart som beskrevs av William D. Funkhouser 1927. Hybandoides sumatrensis ingår i släktet Hybandoides och familjen hornstritar. Inga underarter finns listade i Catalogue of Life.